# Copa Ciudad de La Serena 2018
La Copa Ciudad de La Serena 2018 fue la novena edición correspondiente a ese año del torneo amistoso Copa Ciudad de La Serena. Se disputó el 20 de enero de 2018 a partido único entre Colo-Colo y Universidad Católica. Los Cruzados se adjudicaron el triunfo tras imponerse por 1-0 sobre los Albos, el único tanto del partido llegó a los 87 minutos y fue obra del volante Luciano Aued.
En Chile, el encuentro fue transmitido en vivo por el canal local de televisión abierta TVN.

## Final
| 20 de enero de 2018 | Colo-Colo            | 0:1 (0:0) | Universidad Católica | Estadio La Portada, La Serena                                      |                                                                    |
|                     | Nicolás Orellana 36' | Reporte   | Luciano Aued 87'     | Asistencia: 7.900 espectadores Árbitro(s): Cristián Andaur (Chile) | Asistencia: 7.900 espectadores Árbitro(s): Cristián Andaur (Chile) |

| Chile                                   |
| Campeón Universidad Católica 1.º título |